# Aavoja
Aavoja – rzeka w Estonii, w prowincji Harjumaa. Uchodzi do rzeki Jägala we wsi Ülejõe, w pobliżu miasta Kehra. Ma 23 km długości.